# Гай Атиний Лабеон Мацерион
Гай Атиний Лабеон Мацерион (Gaius Atinius Labeo Macerio) е политик на Римската република през 2 век пр.н.е.
Произлиза от плебейската фамилия Атинии, клон Лабеон.
През 131 пр.н.е. Гай Атиний Лабеон Мацерион е народен трибун заедно с Гай Папирий Карбон. Той атакува цензора на тази година Квинт Цецилий Метел Македоник, заради закона му бракът на римляните да е задължение.